# テーブルマナー

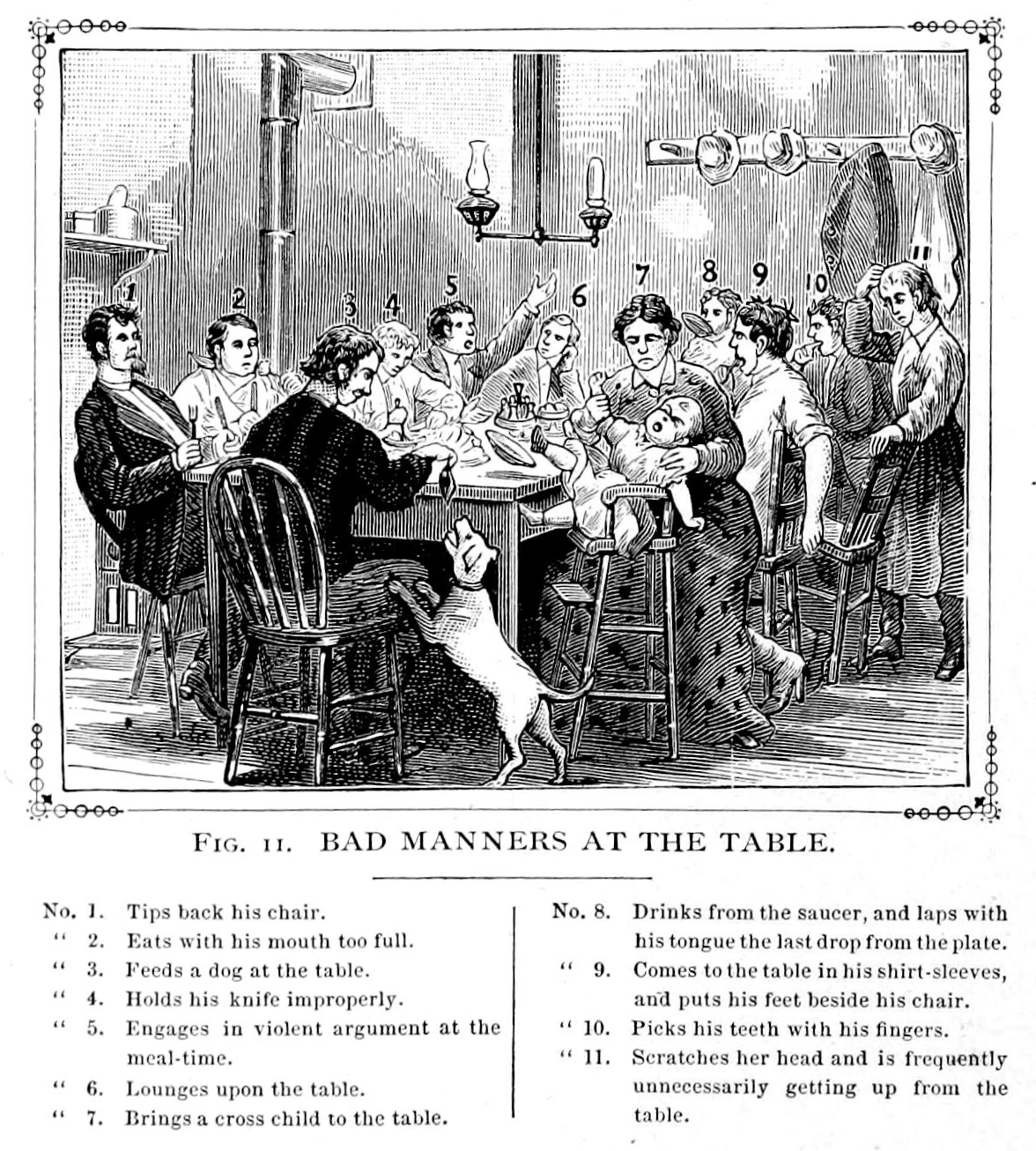
悪いテーブルマナーの例のイラスト Hill's Manual of Social Business Forms (1879年)

テーブルマナー (英語: Table manners) とは、それぞれの食文化が培ってきた決まりに従い、食事の際に用いられる道具を適切に使い、食事を共にする人々に敬意をはらうマナーのことである。

## 日本の食事作法の歴史
『魏志倭人伝』の記述で「倭人は手食する」との記述があり、奈良時代以前に中国から箸が伝来するまでは手掴みで食事していたと考えられる。平安時代に入る頃には市街地の遺跡などからも箸が出土し、庶民にまで箸が浸透していたことがうかがえる。
日本におけるテーブルマナーは、平安時代頃に食礼として確立していたという説もあるが、確実な記録は13世紀に道元により書かれた「赴粥飯法」の解説である。この内容によると、既に現代日本のテーブルマナーに通じる作法が確立していた。

## 手食文化
道具を使わない代わりに、手から直接口に食物を運ぶ食文化である。主に中東やインドなどで見られるが、それ以外の文化圏でもサンドイッチやパン、ピザ、おにぎり、スナック菓子などのおやつでも手づかみ前提の料理も多く、人類の基本的な文化と考えられる。
手食を主に行う文化では、食前食後に手を洗い、食べる手・指を限定するなど衛生に配慮した独自のマナーの進化と洗練を遂げている。

## 欧州におけるテーブルマナーの歴史
欧州においては、中世に至るまで規則も無く、特権階級の人間も含め、ほとんどの人間は手づかみで食べていた。例えば、16世紀に来日したイエズス会の宣教師である、ルイス・フロイスは、著書の『日欧文化比較』で「われわれはすべてのものを手をつかって食べる。日本人は男も女も、子供の時から、二本の棒を用いて食べる」と証言している。15世紀の書物であるセバスティアン・ブラントの阿呆船の中でテーブル上のマナーについて言及されているため、この頃にはテーブルマナーの概念が形作られていたと思われる。テーブルマナーは人間の文化の発展に伴って発達していった。
イスラム教徒やフン族などとの戦争を含む国際的な交流に伴い、食欲などの欲望の抑制と相手への配慮が培われ、会談において相手に嫌がられないテーブルマナーが形作られることとなった。